# Черноврата цветарница
Черновратата цветарница (Diglossa brunneiventris) е вид птица от семейство Тангарови (Thraupidae).

## Разпространение
Видът е разпространен в Боливия, Колумбия, Перу и Чили.